# OMV Petrom
OMV Petrom S.A. er et rumænsk olie- og gasselskab, der siden 2004 har været et datterselskab til østrigske OMV (51 %). Virksomheden blev oprindeligt etableret som Petrom i 1997. De producerer olie fra offshore aktiviteter, raffinerer olie og sælger olie.  De driver en kæde af tankstationer i Rumænien, Moldova, Bulgarien, Serbien og Montenegro.